# Bjarni Friðriksson
Bjarni Friðriksson (ur. 29 maja 1956) – islandzki judoka.
Na Igrzyskach Olimpijskich w Los Angeles w 1984 zdobył brązowy medal w wadze półciężkiej ex aequo z Güntherem Neureutherem z RFN. Jest to największy do tej pory sukces w historii islandzkiego judo. W 2008 otrzymał Krzyż Kawalerski Orderu Sokoła Islandzkiego.